# Remixed Remade Remodeled: The Remix Project
Remixed Remade Remodeled: The Remix Project è un album di remix del gruppo musicale statunitense Blondie, pubblicato nel 1995.

## Tracce
1. Heart of Glass (Richie Jones Club Mix) – 8:44
2. Dreaming (Sub-Urban Dream Mix) – 7:40
3. One Way or Another (Damien's Supermarket Mix) – 8:24
4. Atomic (Diddy's 12" Mix) – 6:51
5. Rapture (K-Klassic Mix) – 7:08
6. The Tide Is High (Sand Dollar Mix) – 7:05
7. Heart of Glass (MK 12" Mix) – 7:15
8. Call Me (E-Smoove's Beat Vocal Mix) – 7:03
9. Dreaming (Utah Saints Mix) – 6:21
10. Atomic (Armand's Short Circuit Mix) – 5:54
11. Fade Away and Radiate (108 BPM Mix by The Black Dog) – 5:17